# Heusden-Zolder
Pour les articles homonymes, voir Heusden.
Heusden-Zolder est une commune néerlandophone de Belgique située en Région flamande dans la province de Limbourg.

## Sections de la commune
| # | Section | Superf. (km²) | Habitants (2020) | Habitants par km² | Code INS |
| - | ------- | ------------- | ---------------- | ----------------- | -------- |
| 1 | Heusden | 20,46         | 16.492           | 806               | 71070A   |
| 2 | Zolder  | 32,94         | 17.381           | 528               | 71070B   |

### Localités
Bolderberg, Viversel, Boekt, Eversel, Berkenbos, Voort et Ubbersel

## Histoire
Un charbonnage se trouvait à Zolder de 1923 à 1992. C’est d’ailleurs lui qui fut le dernier du Benelux à fermer ses portes. La commune est aussi connue grâce à son circuit automobile qui a accueilli les Grand Prix de Belgique de Formule 1 en 1973, de 1975 à 1982 et en 1984.
La commune fut le théâtre de l'incendie de l'internat d'Heusden-Zolder le 23 janvier 1974, qui fit 23 morts.

## Héraldique
|  | La commune possède des armoiries qui lui ont été octroyées le 3 décembre 1984. Elles combinent une partie des armoiries de Heusden, barres et ours, avec les armoiries de la famille Villenfagne, derniers seigneurs de Zolder au XVIIIe siècle. Les armoiries de Heusden lui avaient été octroyées le 5 mars 1954. Elles combinent les deux écus du domaine de Vogelzanck et le domaine de Beringen, basés sur les armoiries de la ville de Beringen, avec le saint patron, Saint Willebrordus, comme support des armoiries Vogelzanck. La commune a été créée à partir du domaine Vogelzanck et d’un domaine appartenant à Beringen. Les armoiries de Vogelzanck sont celles de la famille Bastenaken van Vogelzanck, seigneurs du domaine au XVIIIe siècle. Blasonnement : Parti en 1. burelé de gueules et d’or de dix pièces à un quart libre d'argent chargé d'un ourson de couleur naturelle, entourées du sable, en 2. D'argent à la bande coticée de sable, chargée de trois coquilles d'or, posées dans le sens de la bande. (Traduction libre) - Délibération communale : 3 décembre 1984 - Arrêté de l'exécutif de la communauté : 8 juillet 1986 Source du blasonnement : Heraldy of the World. |

## Évolution démographique de la commune fusionnée
En tenant compte des anciennes communes entraînées dans la fusion de communes de 1977, on peut dresser l'évolution suivante :
- Source : DGS - Remarque: 1831 jusqu'à 1981=recensement; depuis 1990=nombre d'habitants chaque 1er janvier[3]

## Curiosités
- Le circuit de Zolder
- Le cloître de Bolderberg
- Le domaine Bovy
- Le château de Terlaemen
- Le château Vogelsanck
- Le château de Meylandt
- Le château Obbeek

## Jumelages
- Bad Arolsen (Allemagne)
- Brilon (Allemagne)
- Hesdin (France)
- Erdek (Turquie)
- Saint-Hubert (Belgique)